# Pseudozarba pauper
Pseudozarba pauper là một loài bướm đêm trong họ Noctuidae.